# Ángeles Blanco Brualla
Ángeles Blanco Brualla, a veces escrito como Ángela Blanco Brualla (Alcampell, 8 de julio de 1917-21 de noviembre de 2000) fue una maestra y política española del siglo XX.

## Biografía
Nacida en Alcampell, provincia de Huesca, en 1917, era nieta del alcalde de la localidad Sebastián Brualla. Su familia era seguidora de las ideas regeneracionistas de Costa y Ángeles estudió magisterio en Lérida, militando entonces en las JSUC. El golpe de Estado en España de julio de 1936 y la posterior Guerra Civil Española supusieron el fusilamiento de su abuelo y el exilio de la familia en el sur de Francia. Ángeles pasó por los campos de refugiados de Bram, Argelès-sur-Mer y Montréal. En este último conoció al comunista Sixto Agudo, que sería su pareja el resto de su vida y con el que tuvo un hijo en 1944.
La pareja volvió a Alcampell, con Sixto encubierto como el hermano de Ángeles y dedicado a la propaganda para el PCE. Su detención en 1946 supuso un periplo por varias cárceles hasta parar finalmente en la Prisión Central de Burgos. Ángeles se convirtió entonces en un activo clave del Partido Comunista, siendo el enlace que permitía la transmisión de mensajes entre la dirección en el sur de Francia y los presos en Burgos. Igualmente se convirtió en una organizadora de las mujeres de presos en Aragón y Cataluña, participando en las campañas en pro de una amnistía para los presos políticos. Desde 1959 residió en Barcelona, manteniendo su implicación en las manifestaciones y protestas en favor de los presos. Ha sido considerada un caso paradigmático del papel femenino en las actividades comunistas de la época.
Durante esa época subsistió dando clases particulares, dado que la depuración franquista del magisterio español le había privado de reconocimiento oficial de su título de magisterio. Tras la liberación de Sixto en 1962 volvieron a Francia, desde donde buscó la rehabilitación de su título. Fue nuevamente madre mientras residía en París. Ángeles no volvió a España hasta la vuelta de la democracia en 1976, logrando una plaza de profesora en Balaguer.
En 1979 Ángeles encabezó la lista del PCE al municipio de Alcampell en las primeras elecciones municipales tras la recuperación de la democracia, quedando en primer lugar y con expectativas de lograr la alcaldía con apoyo del PSOE. El hecho de que se trataba de la segunda alcaldía en Aragón que podía lograr el recientemente legalizado Partido Comunista la convirtió en foco de los ataques de la derecha. El PSOE sufrió importantes presiones para no apoyar su investidura, debiendo intervenir su secretario autonómico Santiago Marraco para apoyarla. Incluso aun así Ángeles fue objetivo de amenazas de muerte además de recibir denuncias que se demostraron falsas tras la intervención de la Guardia Civil. Fue además una de las apenas noveintaynueve mujeres elegidas alcaldesa en esa primera elección.
Su alcaldía se vio inicialmente marcada por la Transición democrática, con un foco en el uso de los nuevos símbolos constitucionales, la recuperación de los nombres de calles previos a la Guerra Civil y la exhumación de una de las fosas comunes en las que se encontraban enterrados fusilados. Bajo su mandato también se realizaron obras de pavimentación y un pozo, la construcción de un centro cultural y la ampliación del alcantarillado y del cementerio municipal. Fue reelegida dos veces y para cuando cedió su mandato a su pareja por retirarse de la política el presupuesto municipal se había multiplicado por diez, con un superávit de dos millones de pesetas.
En 1995 fue autora de Alcampell en su entorno. Tras sufrir alzheimer, falleció en 2000.